# Lusius macilentus
Lusius macilentus är en stekelart som beskrevs av Tosquinet 1903. Lusius macilentus ingår i släktet Lusius och familjen brokparasitsteklar. Inga underarter finns listade i Catalogue of Life.